# Meyenaster gelatinosus
Meyenaster là tên chi của một loài sao biển thuộc họ Asteriidae. Chi này chỉ có loài Meyenaster gelatinosus. Người mô tả loài này đầu tiên là nhà động vật học người Phổ Franz Julius Ferdinand Meyen, ông mô tả vào năm 1834. Người ta phát hiện nó ở vùng biển phía đông nam Thái Bình Dương, cụ thể hơn là ở vùng biển Nam Mỹ.
Cơ thể của M. gelatinosus thì có màu trắng, 6 cánh, bán kính từ 15 đến 21 cm.

## Phân bố và môi trường sống
Chúng sinh sống ở vùng biển phía đông nam Thái Bình Dương trong những rừng tảo tại khu vực cận vùng ảnh hưởng của thủy triều. Cũng như là trên đáy biển nhiều cát cát, sỏi và trong những đám cỏ biển. Người ta thường thấy nó ở vùng nước có sóng ngầm mạnh và cả vùng không có.

## Sinh thái học
Trong rừng tảo, nó là loài săn mồi có ưu thế hơn các loài sao biển như Stichaster striatus, Luidia magellanica, Heliaster helianthus, các loài cá như Pinguipes chilensis, Semicossyphus darwini', Cheilodactylus variegatus, và loài trai Concholepas concholepas. Khi con mồi của nó là H. helianthus, nó sẽ nuốt một vài cánh của con mồi và con mồi sẽ tự vứt bỏ cánh bị nuốt của nó để chạy trốn. Lúc đó, nó sẽ ăn những cái cánh ấy. Điều thú vị là theo một nghiên cứu thực hiện ở Chile, hơn 76% số cá thể H. helianthus bắt được thì đều đang mọc cánh lại.
Cũng theo một nghiên cứu khác tại Chile, loài cầu gai Loxechinus albus thường hay bị M. gelatinosus săn đuổi nhất. Loài cầu gai này có thể nhận biết được kẻ thù của mình ở cách nó ít nhất là 1 mét nên nó sẽ chạy đi. Và ở vùng có sóng ngầm mạnh, nó sẽ dựa vào sức đẩy đó để chạy đi. Hơn thế nữa, nó còn có thể phân biệt đâu là cá thể đang săn đuổi nó. Bằng chứng là người ta thấy nó chạm vào loài sao biển này khi chúng không săn mồi.